# 释普度
释普度（1255年—1330年）俗姓蒋，今江苏丹阳人。汉传佛教白莲宗僧人。

## 生平
南宋宝祐三年（1255年），释普度出生在丹阳城南竹林山的一户蒋姓人家。蒋家世代信奉佛教，修习白莲宗。
南宋咸淳十年（1274年），释普度出家，起初参龙华宝山慧禅师，此后参诸长老，学净土宗，居庐山东林寺。他也是白莲宗传人，自号“白莲宗善法堂主”。
东晋时期，僧人慧远在庐山东林寺住持30多年，和佛教居士刘遗民等人共结白莲社。南宋初年，茅子元追慕慧远白莲社遗风，在淀山湖（今属上海市青浦区）创设白莲忏堂，由此创立白莲宗，为净土宗支派。后来，由于白莲宗组织带有民间秘密结社性质，被利用来反对官府，故宋元时期遭禁。释普度见有人假托白莲宗宣传邪法，乃在元朝大德八年（1304年）写成《庐山莲宗宝鉴》一书，力图以白莲宗真义排斥邪说。
元朝至大元年（1308年），元朝朝廷下令断禁白莲宗。至大三年（1310年），释普度到大都，为了恢复白莲宗合法性而上书申辩，并且请皇太子愛育黎拔力八達（即日后的元仁宗）及国师罽宾国公毗奈耶室利等人斡旋。虽然释普度的《莲宗宝鉴》获得赞许，获朝廷准许刊行，但白莲宗未能解禁。在大都期间，释普度曾住法王寺。
元朝至大四年（1312年），元武宗驾崩，元仁宗即位，不久降旨解除对白莲宗禁令，下令《庐山莲宗宝鉴》颂行天下，下旨护持建宁路白莲忏堂。释普度的复教工作终获成功，释普度也被尊为“优昙宗主”。释普度后来返回南方。
释普度上大都请命时，高丽国王益智礼普化（高丽忠宣王王璋）正寓居大都，“见优昙现瑞，《宝鉴》开明”，便带头念佛，发布疏文，在高丽国创办寿光寺白莲堂。日本保元元年（1317年），日本僧人澄圆入元，在庐山东林善法堂随释普度学习慧远白莲之教，受《莲宗宝鉴》、《龙舒净土文》等书，元亨元年（1321年）回到日本创办旭莲社。
元朝至顺元年（1330年），释普度在丹阳的妙果寺圆寂，寿数76岁。元文宗颁赐“虎溪尊者正辩广教真济大师”之号。